# Cimetière de Brompton
Le cimetière de Brompton (en anglais, Brompton Cemetery) est un cimetière de Londres situé dans le Borough royal de Kensington et Chelsea. Il est géré par les Parcs royaux de Londres, une organisation caritative. Il est créé par une Loi du Parlement en 1839 sous le nom de cimetière de l'ouest de Londres et de Westminster. Il fait partie des Magnificent Seven, ensemble de sept cimetières créés au XIXe siècle.
Consacré par l'évêque de Londres Charles James Blomfield, en juin 1840, il est l'un des cimetières paysagés les plus anciens et renommés du Royaume-Uni. Quelque 35 000 monuments, de la simple pierre tombale à l'imposant mausolée, marque la dernière demeure de 205 000 personnes inhumées. Le site comprend de grandes parcelles pour les mausolées familiaux et des fosses communes dans lesquelles les cercueils sont enterrés profondément, ainsi qu'un petit columbarium. Il y a également un jardin du souvenir isolé à l'extrémité nord, pour les personnes incinérées. C'est aussi un paradis urbain pour la nature. Il a reçu une subvention de la National Lottery pour effectuer des travaux de restauration essentiels et installer un centre d'accueil, entre autres améliorations.

## Situation

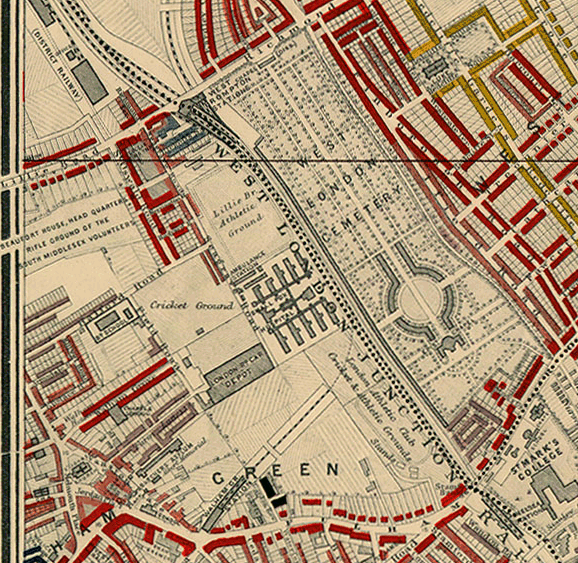
Cimetière de Brompton sur la carte de Charles Booth en 1889

Le cimetière Brompton jouxte la station de métro de West Brompton située dans l'ouest de Londres, en Angleterre. L'entrée principale est à North Lodge, sur Old Brompton Road, dans le quartier de West Brompton, dans le Borough royal de Kensington et Chelsea. Une autre entrée se situe à South Lodge, situé sur Fulham Road (en), près de l'intersection avec Redcliffe Gardens (en).

## Histoire
Au début du 19e siècle, les cimetières du centre-ville, principalement les cimetières près des églises, étaient incapables de faire face au nombre croissant de sépultures, ils étaient considérées comme un danger pour la santé et un moyen indigne de traiter les morts. En 1837, il fut décidé de créer un nouveau lieu de sépulture à Brompton.
L’ingénieur Stephen Geary était à l’origine du projet et il était nécessaire de créer une société pour obtenir l’autorisation du Parlement de lever des fonds à cette fin. La réservation des terres — environ 40 acres — de Lord Kensington et de la société Equitable Gas Light Company, propriétaire foncier local, ainsi que la levée de fonds se sont avérées être un défi de longue durée. Le cimetière est devenu l'un des sept nouveaux grands cimetières fondés par des sociétés privées au milieu du XIXe siècle formant un anneau autour de Londres.

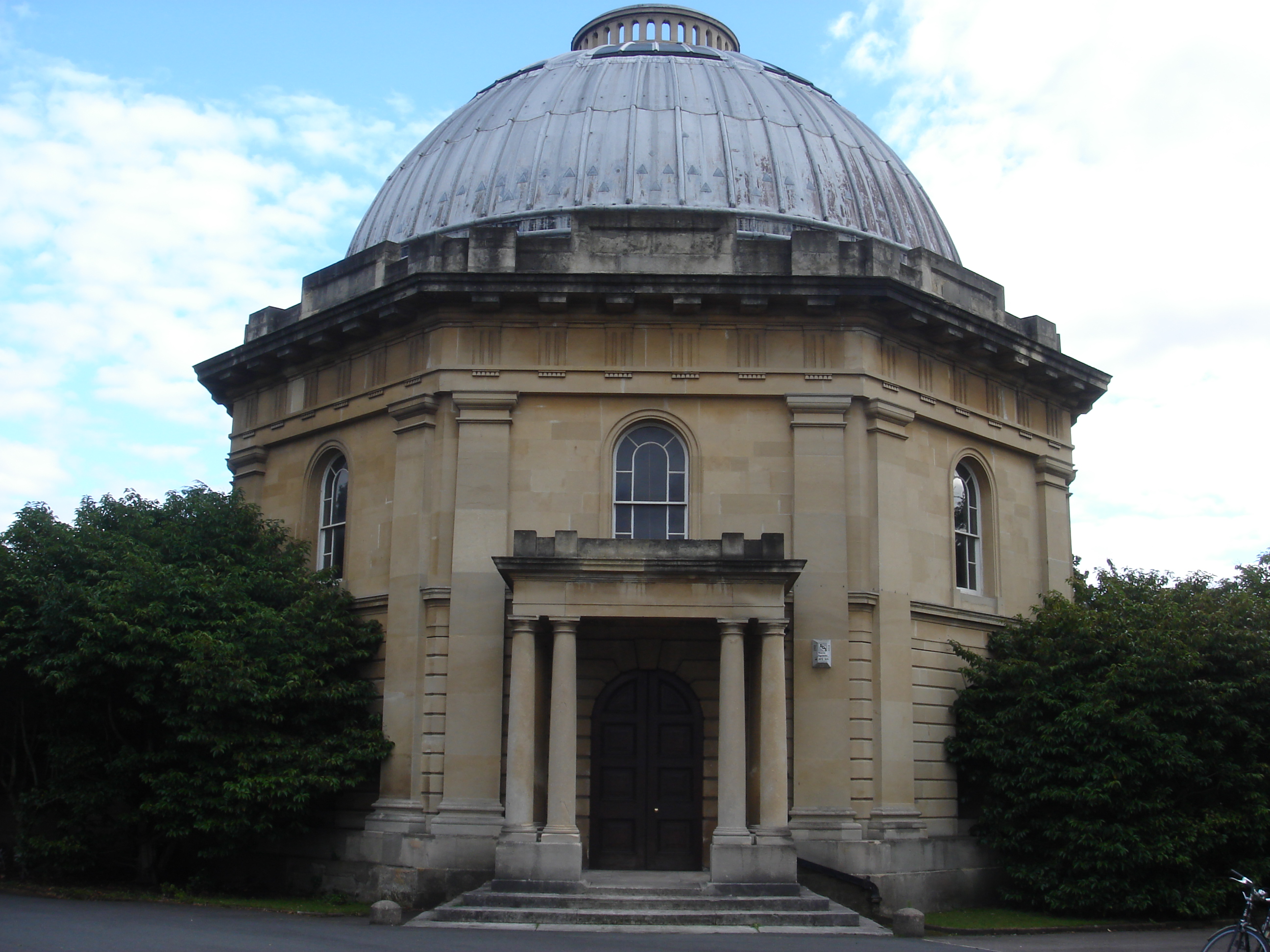
Chapelle du cimetière

Le site, autrefois maraîcher, ayant été acheté avec l’intervention de John Gunter de Fulham avait une superficie de 39 acres (15,8 ha). Le cimetière de Brompton a finalement été conçu par l'architecte Benjamin Baud avec au centre une modeste chapelle à coupole datant de 1839, dans le style de la basilique Saint-Pierre à Rome à l'extrémité sud, portée par de longues colonnades et flanquée de catacombes. Il visait à donner l’impression d’une grande cathédrale à ciel ouvert. Il est de forme rectangulaire avec l'extrémité nord pointant vers le nord-ouest et l'extrémité sud vers le sud-est. Il a une nef centrale qui relie Old Brompton Road (en) à la colonnade centrale et à la chapelle.
Au-dessous des colonnades se trouvent des catacombes qui avaient été conçues à l’origine comme une sépulture moins coûteuse qu’un terrain dans le cimetière. Malheureusement, les catacombes n'ont pas connu de succès et seules 500 des quelques milliers de places y ont été vendues. La Metropolitan Interments Act en 1850 donna au gouvernement le pouvoir d'acheter des cimetières à des fins commerciales. Les actionnaires de la société du cimetière étaient soulagés de pouvoir vendre leurs actions car le coût de la construction du cimetière avait dépassé les prévisions et le rendement de leurs investissements était faible car il y avait peu de sépultures au début.
Pendant la Seconde Guerre mondiale, le cimetière a souffert des bombardements.

## Statut patrimonial
Le cimetière est inscrit sur la liste Grade I du patrimoine britannique, English Heritage Register of Parks and Gardens of Special Historic Interest in England (en). Cinq des monuments individuels sont sur la liste Grade II,. La tombe de Frederick Leyland est le seul monument funéraire qui a le statut de Monument classé au Royaume-Uni).

## Enterrements
Brompton a été fermé aux sépultures entre 1952 et 1966, à l'exception des caveaux de famille, mais il a repris ses activités avec des parcelles pour les sépultures et un jardin du souvenir pour le dépôt de reste incinérés. De nombreuses nationalités et confessions du monde entier sont représentées dans le cimetière.

### Personnalités inhumées au cimetière
- Fanny Brawne, muse du poète John Keats, elle y est enterrée sous son nom d'épouse, Frances Lindon
- Agnes de Selincourt, missionnaire et universitaire
- Marie Lohr, actrice
- Henry McGee (1929-2006), acteur
- Charlotte Lennox, (1720-1804), femme de lettres anglo-américaine
- Emmeline Pankhurst, suffragette
- William Banting, croque-mort ayant popularisé un régime amaigrissant
- Walter Montgomery (1827-1871), acteur de théâtre américain
- Sydney Johnson (mort en 1990), valet de chambre

## Galerie

Cimetière de Brompton
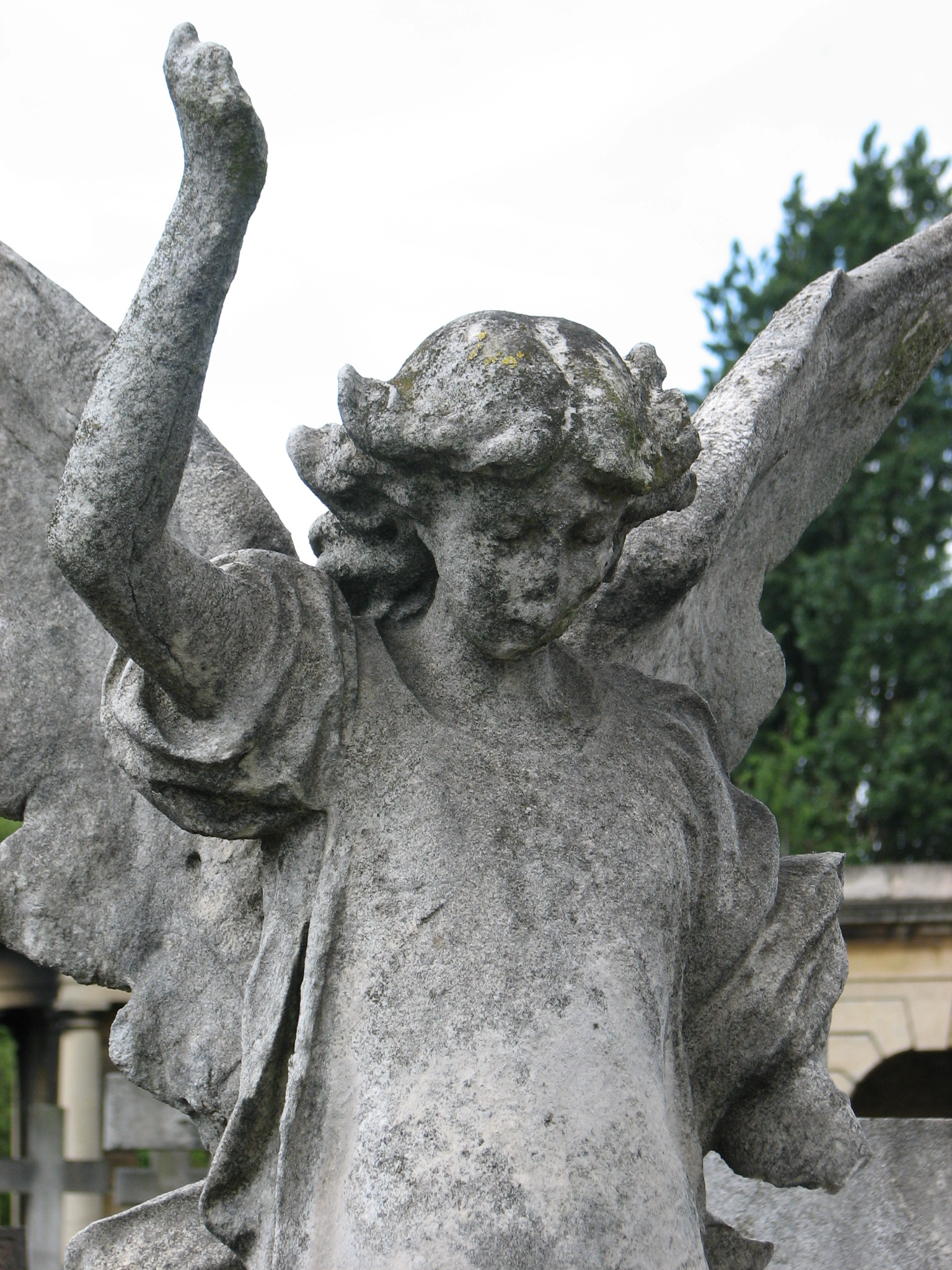
Statue d'ange
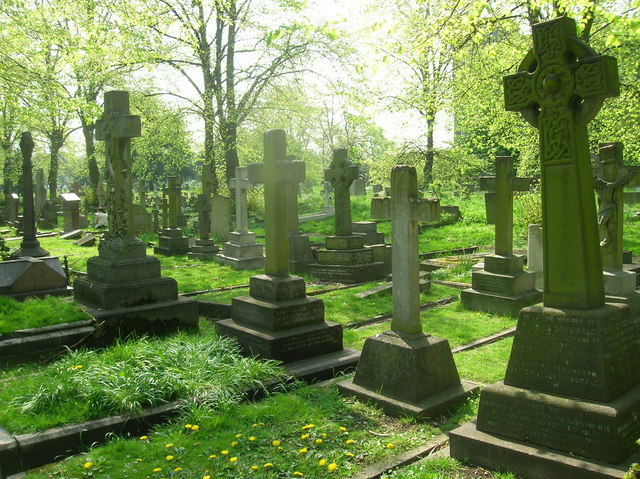
Ensemble de tombes
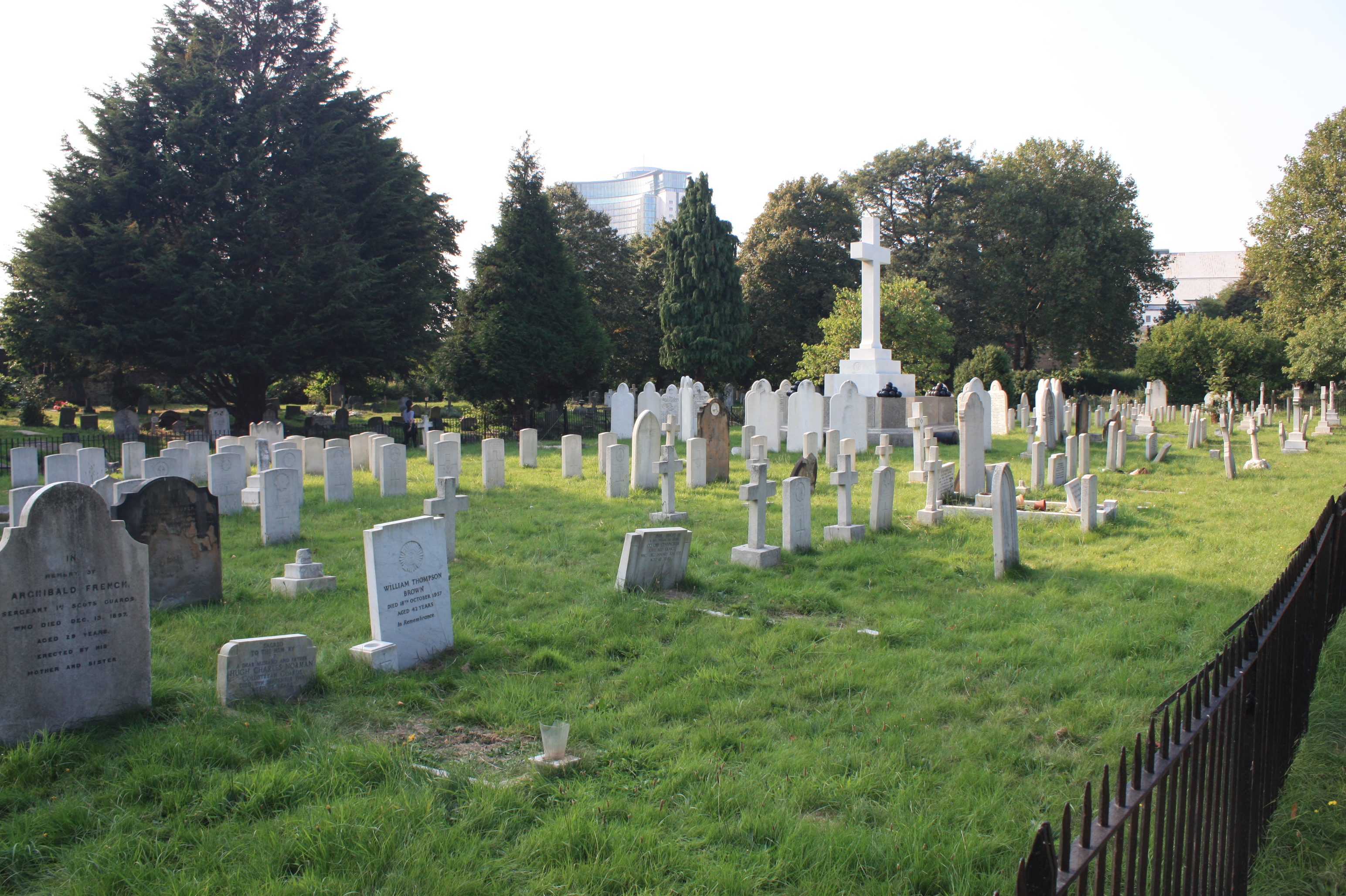
Section militaire
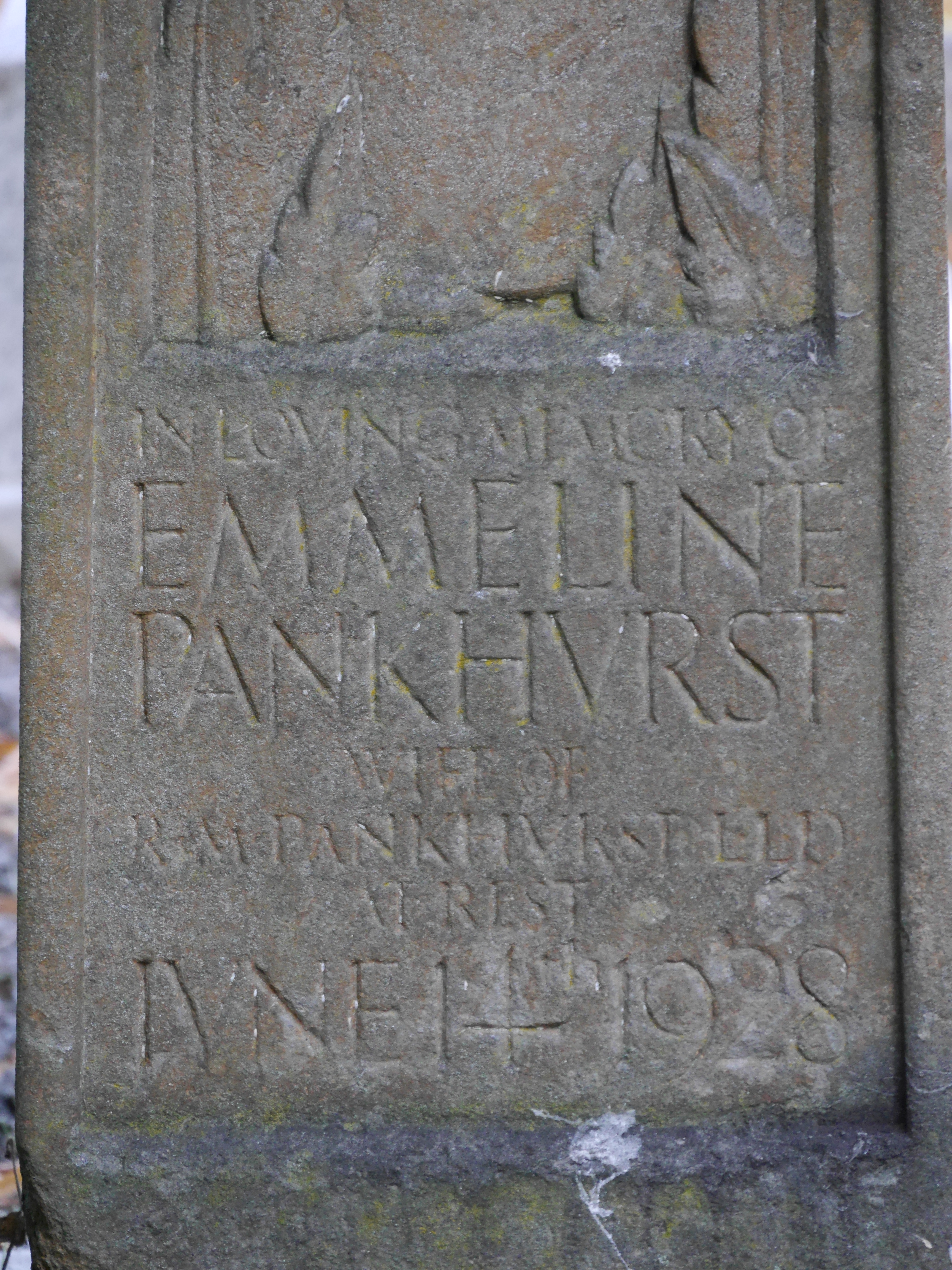
Pierre tombale d'Emmeline Pankhurst
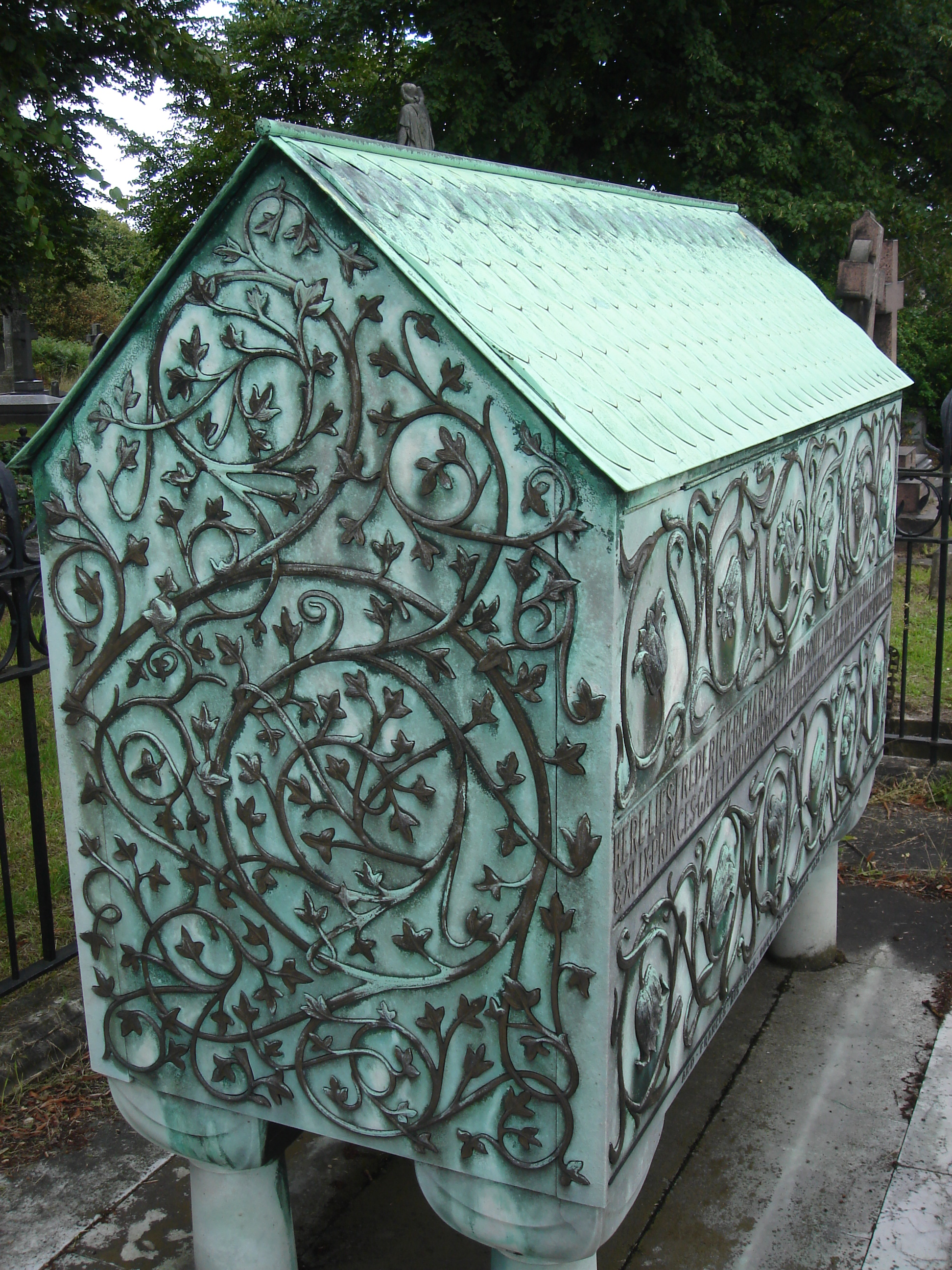
Tombe de Frederick Leyland
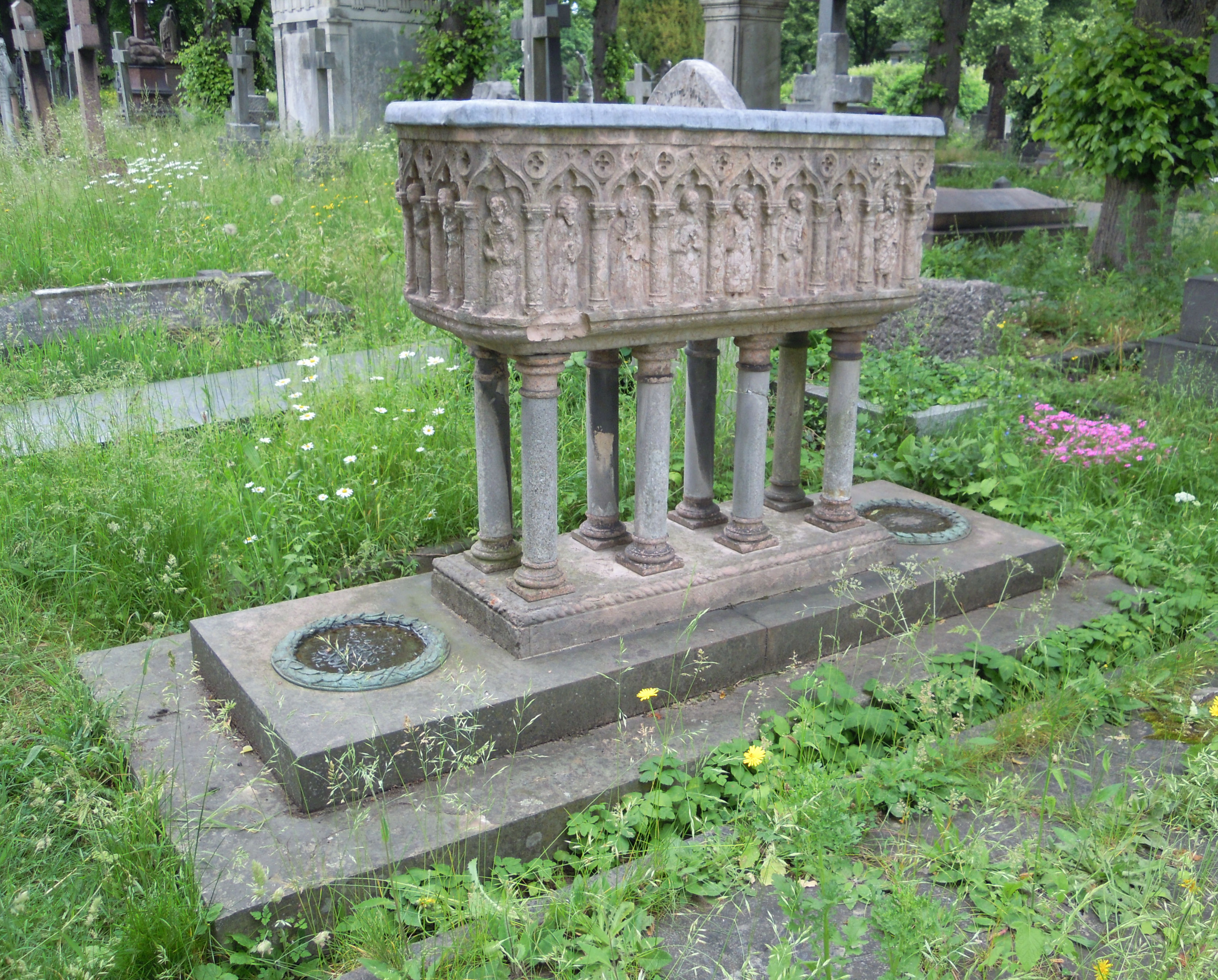
Monument funéraire de Valentine Cameron Prinsep